# Consejo Olímpico Nacional de Singapur
El Consejo Olímpico Nacional de Singapur, o comúnmente SNOC, (chino: 新加坡 国家 奥运 理事会) es una sociedad registrada, reconocida por el Comité Olímpico Internacional (COI). SNOC se fundó en 1947 como Consejo Olímpico y Deportivo de Singapur (SOSC), y posteriormente se le cambió el nombre al actual en 1970. También es el organismo responsable de la representación de Singapur en los Juegos de la Mancomunidad.
El SNOC ha enviado atletas a los Juegos Asiáticos, Juegos de la Mancomunidad, Juegos del Sudeste Asiático, Juegos Asiáticos de la Juventud, Juegos Olímpicos de la Juventud y Juegos Olímpicos, con un éxito proporcional al tamaño de su país.
El código COI para Singapur cambió de SIN a SGP en septiembre de 2016 y se usó por primera vez en Danang 2016, Juegos Asiáticos de Playa. El SNOC está actualmente a cargo del Sr. Tan Chuan-Jin.

## Presidentes pioneros
- H.P. Bryson (1947-1948)
- Andrew Gilmour (1948-1951)
- Bronceado Chye Cheng (1951-1962)
- Un.T Rajah (1962-1966)
- Othman Wok (1966-1970)
- E.W. Barker (1970-1990)
- Yeo Ning Hong (1990-1998)
- Teo Chee Hean (1998-2014)